# Drievoudige schuld
De drievoudige schuld (Sanskriet: ṛṇatraya of ṛṇa-traya) is de brahmaanse doctrine dat iedere tweemaal-geborene (dvija) bij geboorte drie schulden heeft – aan de goden, aan de zieners en aan de voorouders. Deze schulden kunnen worden ingelost door yajna (offers), door de voortplanting en door de studie van de Veda's, de drie centrale thema's van dharma voor een dvija.
Binnen het ashrama-systeem is het gezinshoofd (grhastha), de enige die de drievoudige schuld in kan lossen, doordat deze de enige is die een zoon kan krijgen. Dit maakt de grhastha de centrale figuur in het vedische leven.
Opmerkelijk is dat de oudere doctrine van de drievoudige schuld ingaat tegen de nieuwere doctrine van karma. Waar bij de laatste de uitkomst afhankelijk is van de daden, ligt deze bij de eerste vast.

## Schuld
Schuld speelde al in de Rigveda een rol. Hier worden rituele verplichtingen als gevolg van schuld genoemd, maar hoewel de beschrijvingen dusdanig zijn dat er sprake lijkt te zijn van een bestaand gebruik, is pas later de systematische formulering van schuld te vinden in de doctrine van de drievoudige schuld.
Zo ontwikkelde zich een schuld die iemand heeft vanaf de geboorte en die toekomt aan Yama, een schuld aan de dood. Met offers koopt men zichzelf terug van de dood.
Niet alleen offers, maar ook het krijgen van een zoon kan de schuld dan wel opheffen, dan wel overdragen naar de zoon. In latere tradities werd laatste interpretatie aangehangen.

## Drievoudige schuld
Ascetische bewegingen stonden afwijzend tegenover de brahmaanse offerrituelen en mogelijk in een reactie hierop begon de ontwikkeling van wat Malamoud de theologie van schuld noemde. De eerste vermelding van de doctrine van de drievoudige schuld is te vinden in de Taittiriya-Samhita – deva-rna aan de goden, rsi-rna aan de rsi's en pitr-rna aan de voorvaderen.
In de Shatapatha-Brahmana wordt echter een vierde toegevoegd, de schuld van gastvrijheid aan anderen.
De schuld is voldaan door het krijgen van een zoon, offers te brengen, de Veda's te bestuderen en aanvullend bij de Shatapatha-Brahmana door gastvrijheid te verlenen.
In latere teksten wordt de drievoudige schuld ook genoemd, maar in de Dharmasoetra's slechts in Baudhayana-Dharmasoetra en Vasistha-Dharmasoetra. Baudhayana gebruikt het in zijn argumentatie tegen het ashrama-systeem met zijn vier levenswijzen. Aangezien van deze vier slechts een levensvorm nageslacht voort kan brengen, zijn de andere volgens hem geen vedische manier van leven, aangezien daarmee de schulden niet ingelost kunnen worden. Hoewel Vasistha het ashrama-systeem accepteerde, gebruikte hij een gelijksoortige argumentatie om het gezinshoofd aan te wijzen als levensvorm die de voorkeur verdient.
In de Manusmriti of Manava-Dharmasastra daarna is het ashrama-systeem een gegeven en wordt de bevrijding van de schulden gezien als voorwaarde om een volgende ashrama te beginnen. De drie schulden worden hier slechts terloops genoemd waarbij de inlossing hiervan als voorwaarde geldt om het stadium van wereldverzaker in te gaan. De schuld aan de voorvaderen kan volgens de Manava-Dharmasastra slechts door de eerstgeboren zoon (dharmaja) ingelost worden en niet door de zonen daarna (kamaja). Andere teksten zijn hier niet zo uitgesproken over.
Ook de Mahabharata benoemt de schulden, maar hier zijn het er de ene keer drie, zoals bij de asceet Mandapala die ondanks zijn verder deugdzame leven alleen door een zoon van de hel genaamd Put (kinderloos) gered kan worden, dan weer vier, en soms zelfs vijf. Naast de eerdere vier geldt hier dus ook een schuld aan de brahmanen.
Vergelijkbaar met de Mahabharata wordt ook in de Manava-Dharmasastra gesteld dat het krijgen van een zoon iemand red van de hel Put.